# Bocainamyia necrophila
Bocainamyia necrophila är en tvåvingeart som beskrevs av Albuquerque 1953. Bocainamyia necrophila ingår i släktet Bocainamyia och familjen ostflugor. Inga underarter finns listade i Catalogue of Life.